# Fed Up! Our Fight to Save America from Washington

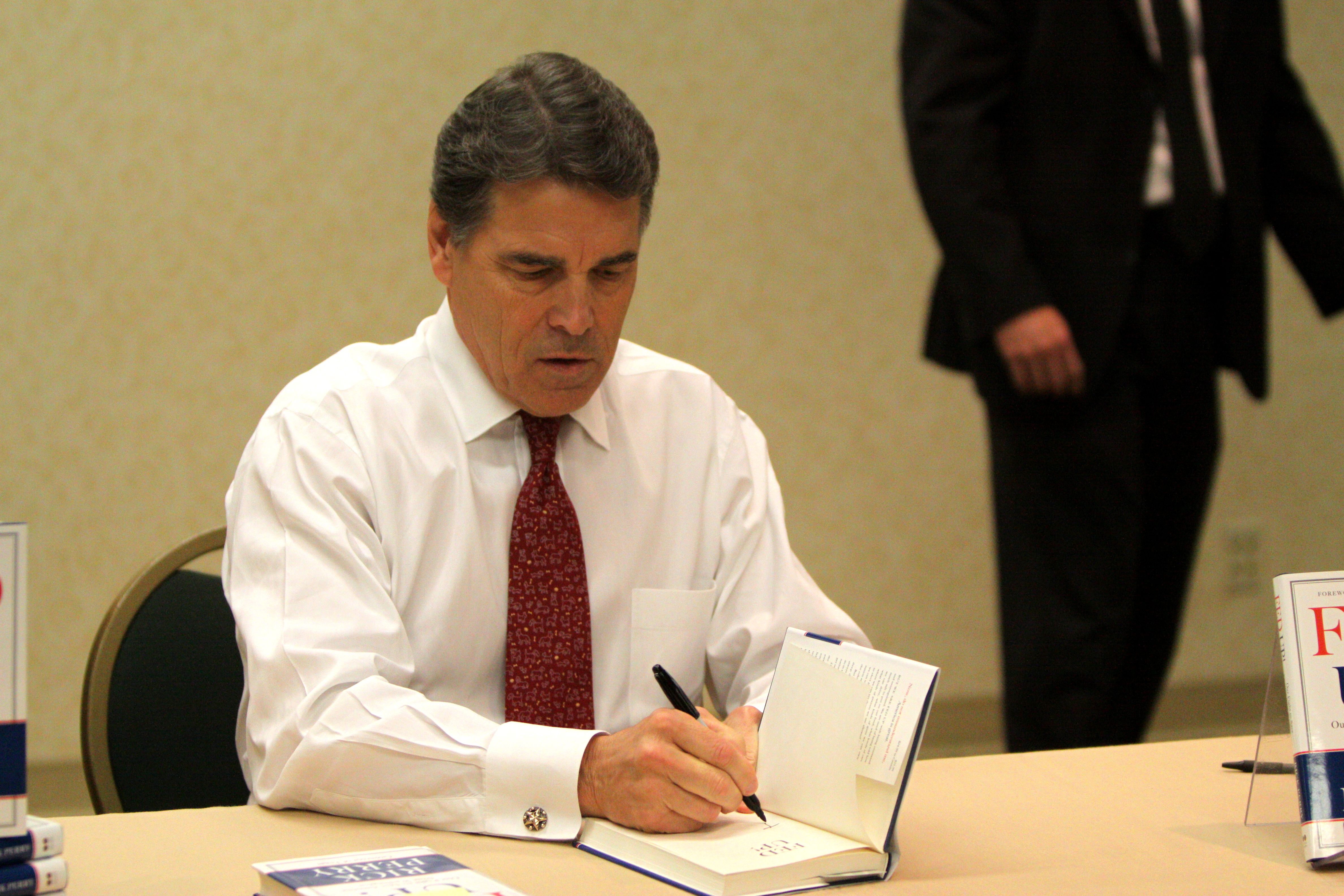
Rick Perry signerar sin bok.

Fed Up! Our Fight to Save America from Washington är en bok av Rick Perry, guvernör i Texas, publicerad av Little, Brown and Company. I boken, som kom ut strax efter att Perry blivit vald till en tredje period som guvernör, analyserar Perry konflikten mellan den federala regeringen och delstaternas intresse av egenmakt. Han menar att delstaterna praktiskt taget var suveräna stater då USA som federal stat ännu var ung, men att deras makt numera glidit ifrån dem. Detta tror han har lett till frustration bland folket och bidragit till uppsvinget för Tea Party-rörelsen. Boken innehåller också Perrys tankar om hur den federala maktens tillväxt skall bromsas och hur delstaterna skall bli mer suveräna. 